# Wasił Todorow
Wasił Todorow (bg. Васил Тодоров; ur. 20 października 1944 w Dybrawie) – bułgarski zapaśnik walczący w stylu wolnym. Olimpijczyk z Monachium 1972, gdzie zajął czwarte miejsce w kategorii do 100 kg.
Brązowy medalista mistrzostw świata w 1969 i 1971; piąty w 1970. Zdobył cztery medale na mistrzostwach Europy w latach 1968 — 1972 roku.